# The Beatles Stereo Box Set
The Beatles Stereo Box Set is een box set die alle albums van The Beatles in stereo bevat. Deze albums zijn gedurende een periode van vier jaar digitaal geremasterd in de Abbey Road Studios in Londen door een team van geluidstechnici van EMI. Deze box set werd uitgebracht op 9 september 2009, dezelfde dag dat ook The Beatles in Mono (een box set met albums van The Beatles geremasterd in mono) en The Beatles: Rock Band (een computerspel waarin gesimuleerd wordt dat de speler zelf meespeelt met The Beatles) werden uitgebracht.

## Achtergrond
In 1987 werden de 13 albums die The Beatles uitbrachten in het Verenigd Koninkrijk voor het eerst op cd uitgebracht. Omdat de technologie sinds die tijd aanzienlijk is verbeterd, was het mogelijk om de kwaliteit van de muziek aanzienlijk te verhogen en technische fouten uit de originele opnamen te verwijderen. Omdat de eerste vier albums van The Beatles in 1987 alleen in mono werden uitgebracht, zijn deze albums met het verschijnen van deze box set nu ook in stereo verkrijgbaar. De albums bevatten daarnaast de originele hoezen, met daarbij gedetailleerde informatie over de opnamen. Op elk album is ook een documentaire te vinden over de totstandkoming ervan in QuickTime-formaat. De geremasterde albums zijn daarnaast ook afzonderlijk uitgebracht.

## Geremasterde albums op USB-stick
Op 3 november 2009 werd bekendgemaakt dat Apple en EMI op 7 en 8 december 2009 de gehele geremasterde catalogus van The Beatles ook uit zullen brengen op een USB-stick. Deze USB-stick, met een omvang van 16GB, heeft de vorm van een appel en bevat naast de geremasterde albums in MP3, onder meer de 13 documentaires en zeldzame foto's. De USB-stick wordt in een beperkte oplage van 30.000 exemplaren uitgebracht.

## Geremasterde albums op lp
De technici zijn op dit moment bezig de geremasterde cd's op lp's uit te brengen. Vermoedelijk is de release ervan nog dit jaar. Gefluisterd wordt dat op 12 september 2011 de eerste serie lp's op de markt komt (Please, Please Me, With the Beatles en Beatles For Sale).

## Inhoud
- Please Please Me (1963)
- With the Beatles (1963)
- A Hard Day's Night (1964)
- Beatles for Sale (1964)
- Help! (1965)
- Rubber Soul (1965)
- Revolver (1966)
- Sgt. Pepper's Lonely Hearts Club Band (1967)
- Magical Mystery Tour (1967)
- The Beatles (1968)
- Yellow Submarine (1969)
- Abbey Road (1969)
- Let It Be (1970)
- Past Masters (1962–1970) (combinatie van de compilatiealbums Past Masters, Volume One en Past Masters, Volume Two)

## Hitnotering

### NederlandseAlbum Top 100
| Hitnotering: (Week 1 t/m 7) 12-09-2009 t/m 24-10-2009 Hitnotering: (Week 8 t/m 10) 07-11-2009 t/m 21-11-2009 Hitnotering: (Week 11) 19-12-2009 Hitnotering: (Week 12) 20-11-2010 | Hitnotering: (Week 1 t/m 7) 12-09-2009 t/m 24-10-2009 Hitnotering: (Week 8 t/m 10) 07-11-2009 t/m 21-11-2009 Hitnotering: (Week 11) 19-12-2009 Hitnotering: (Week 12) 20-11-2010 | Hitnotering: (Week 1 t/m 7) 12-09-2009 t/m 24-10-2009 Hitnotering: (Week 8 t/m 10) 07-11-2009 t/m 21-11-2009 Hitnotering: (Week 11) 19-12-2009 Hitnotering: (Week 12) 20-11-2010 | Hitnotering: (Week 1 t/m 7) 12-09-2009 t/m 24-10-2009 Hitnotering: (Week 8 t/m 10) 07-11-2009 t/m 21-11-2009 Hitnotering: (Week 11) 19-12-2009 Hitnotering: (Week 12) 20-11-2010 | Hitnotering: (Week 1 t/m 7) 12-09-2009 t/m 24-10-2009 Hitnotering: (Week 8 t/m 10) 07-11-2009 t/m 21-11-2009 Hitnotering: (Week 11) 19-12-2009 Hitnotering: (Week 12) 20-11-2010 | Hitnotering: (Week 1 t/m 7) 12-09-2009 t/m 24-10-2009 Hitnotering: (Week 8 t/m 10) 07-11-2009 t/m 21-11-2009 Hitnotering: (Week 11) 19-12-2009 Hitnotering: (Week 12) 20-11-2010 | Hitnotering: (Week 1 t/m 7) 12-09-2009 t/m 24-10-2009 Hitnotering: (Week 8 t/m 10) 07-11-2009 t/m 21-11-2009 Hitnotering: (Week 11) 19-12-2009 Hitnotering: (Week 12) 20-11-2010 | Hitnotering: (Week 1 t/m 7) 12-09-2009 t/m 24-10-2009 Hitnotering: (Week 8 t/m 10) 07-11-2009 t/m 21-11-2009 Hitnotering: (Week 11) 19-12-2009 Hitnotering: (Week 12) 20-11-2010 | Hitnotering: (Week 1 t/m 7) 12-09-2009 t/m 24-10-2009 Hitnotering: (Week 8 t/m 10) 07-11-2009 t/m 21-11-2009 Hitnotering: (Week 11) 19-12-2009 Hitnotering: (Week 12) 20-11-2010 | Hitnotering: (Week 1 t/m 7) 12-09-2009 t/m 24-10-2009 Hitnotering: (Week 8 t/m 10) 07-11-2009 t/m 21-11-2009 Hitnotering: (Week 11) 19-12-2009 Hitnotering: (Week 12) 20-11-2010 | Hitnotering: (Week 1 t/m 7) 12-09-2009 t/m 24-10-2009 Hitnotering: (Week 8 t/m 10) 07-11-2009 t/m 21-11-2009 Hitnotering: (Week 11) 19-12-2009 Hitnotering: (Week 12) 20-11-2010 | Hitnotering: (Week 1 t/m 7) 12-09-2009 t/m 24-10-2009 Hitnotering: (Week 8 t/m 10) 07-11-2009 t/m 21-11-2009 Hitnotering: (Week 11) 19-12-2009 Hitnotering: (Week 12) 20-11-2010 | Hitnotering: (Week 1 t/m 7) 12-09-2009 t/m 24-10-2009 Hitnotering: (Week 8 t/m 10) 07-11-2009 t/m 21-11-2009 Hitnotering: (Week 11) 19-12-2009 Hitnotering: (Week 12) 20-11-2010 | Hitnotering: (Week 1 t/m 7) 12-09-2009 t/m 24-10-2009 Hitnotering: (Week 8 t/m 10) 07-11-2009 t/m 21-11-2009 Hitnotering: (Week 11) 19-12-2009 Hitnotering: (Week 12) 20-11-2010 | Hitnotering: (Week 1 t/m 7) 12-09-2009 t/m 24-10-2009 Hitnotering: (Week 8 t/m 10) 07-11-2009 t/m 21-11-2009 Hitnotering: (Week 11) 19-12-2009 Hitnotering: (Week 12) 20-11-2010 | Hitnotering: (Week 1 t/m 7) 12-09-2009 t/m 24-10-2009 Hitnotering: (Week 8 t/m 10) 07-11-2009 t/m 21-11-2009 Hitnotering: (Week 11) 19-12-2009 Hitnotering: (Week 12) 20-11-2010 | Hitnotering: (Week 1 t/m 7) 12-09-2009 t/m 24-10-2009 Hitnotering: (Week 8 t/m 10) 07-11-2009 t/m 21-11-2009 Hitnotering: (Week 11) 19-12-2009 Hitnotering: (Week 12) 20-11-2010 |
| Week: | 01 | 02 | 03 | 04 | 05 | 06 | 07 | | 08 | 09 | 10 | | 11 | | 12 | |
| --- | --- | --- | --- | --- | --- | --- | --- | --- | --- | --- | --- | --- | --- | --- | --- | --- |
| Positie: | 6 | 17 | 33 | 46 | 46 | 62 | 70 | uit | 92 | 85 | 96 | uit | 97 | uit | 99 | uit |